# Cantonul Lisieux-2
Cantonul Lisieux-2 este un canton din arondismentul Lisieux, departamentul Calvados, regiunea Basse-Normandie, Franța.

## Comune
- Lisieux (parțial, reședință)
- Saint-Martin-de-la-Lieue